# O lacrimă de fată
O lacrimă de fată este un film românesc din 1980 regizat de Iosif Demian. Rolurile principale au fost interpretate de actorii Dorel Vișan, George Negoescu și Lujza Orosz.

## Distribuție
Distribuția filmului este alcătuită din:
- Dorel Vișan — „Bunicul”, maior de miliție
- George Negoescu — Panaitescu, ofițer de miliție, șoferul și ajutorul „Bunicului”
- Lujza Orosz — Iustina, fiica lui Crăciun, gazda Anei Draga (menționată Luiza Orosz)
- George Bosun — Vasile Urdăreanu, președintele cooperativei agricole de producție din Sălcioara
- Costel Rădulescu — Apostol Moraru, învățător pensionar
- Horia Baciu — Iona Corbei, brigadier agricol, care a fost mai demult sluga lui Crăciun și iubitul Savetei Turdean
- Dragoș Pâslaru — plutonierul Ion Amariei, șefului postului local de miliție
- Daniel Dumitrescu — Pricope Turdean, iubitul Anei Draga, militar în termen
- Anton Aftenie — Crăciun, tatăl Iustinei, un fost bogătaș al satului înainte de colectivizare
- Mihai Oroveanu
- Maria Necșe
- Petre Felezeu
- Simona Constantinescu
- Petre Bucșe
- Marin Ispir
- Mihai Dragotă
- Vasile Iușan
- Petre Dondoș
- Mihaela Grozavu
- Ioana Crăciun

## Primire
Filmul a fost vizionat de 1.517.009 spectatori de spectatori în cinematografele din România, după cum atestă o situație a numărului de spectatori înregistrat de filmele românești de la data premierei și până la data de 31 decembrie 2014 alcătuită de Centrul Național al Cinematografiei.